# 月溪镇
月溪镇，原为月溪乡，是中华人民共和国湖南省邵陽市洞口县下辖的一个乡镇级行政单位。2018年6月，撤乡设镇。区划代码改为430525114。

## 行政区划
月溪镇下辖以下地区：
白羊村、谭家村、肖家村、三溪村、黑岩村、欧溪村、聂家村、丰阁村、早禾村、坪江村、月溪村、洪程村、栗山村、江现村、洪溪村、管竹村、石板村、禾力村、攀溪村、雷溪村、石家村和姜支村。

## 领导
党委书记廖洪君